# Frühling für Hitler
Frühling für Hitler (deutscher Alternativtitel: Total verrückter Broadway, Originaltitel: The Producers) ist eine US-amerikanische Filmkomödie des Regisseurs Mel Brooks. Der Film erschien 1967 in Pittsburgh und wurde ein Jahr später amerikaweit veröffentlicht. In Deutschland lief er erst 1976 in den Kinos.

## Inhalt
Der einst erfolgreiche, inzwischen aber heruntergekommene Broadway-Theaterproduzent Max Bialystock und der schüchterne Buchprüfer Leo Bloom versuchen, mit folgendem Plan zu Geld zu kommen: Erst massenhaft Geld bei Investoren einsammeln, bei denen es sich um von Bialystock umgarnte alte Frauen handelt, dann mit minimalen Kosten ein sicher zum Scheitern verurteiltes Theaterstück auf die Bühne bringen, sich mit dem Differenzbetrag nach Brasilien absetzen und die Geldgeber leer ausgehen lassen.
Nachdem mit dem durchgeknallten Drehbuchautor und Nazi Franz Liebkind, dem extravaganten Regisseur Roger De Bris und dem Hippie und Möchtegern-Schauspieler Lorenzo St. DuBois (dessen Initialen L.S.D. kommen nicht von ungefähr) als Hauptdarsteller das notwendige Personal gefunden worden ist, scheinen die Voraussetzungen für einen Flop optimal erfüllt zu sein. Doch dann kommt alles anders als vorgesehen. Die als Rechtfertigung des Nazi-Diktators gedachte Musikrevue Frühling für Hitler erweist sich als ausgesprochener Erfolg. Und zwar vor allem deshalb, weil sie vom Publikum als gelungene Farce empfunden wird, die die Zeit des Nationalsozialismus kräftig durch den Kakao zieht.
Damit haben Bialystock und Bloom natürlich ein Problem, denn Bialystock hatte vorher Gewinnbeteiligungen an dem Stück in Höhe von 25.000 % verkauft. Sie versuchen es dadurch zu lösen, dass sie gemeinsam mit Liebkind, der dabei noch die Zünder (Langzeit gegen Kurzzeit) vertauscht, das Theater in die Luft zu sprengen versuchen. Und so landen alle drei schließlich im Gefängnis, was sie aber nicht davon abhält, dort mit den gleichen Geschäftsmethoden ein weiteres Stück unter dem Titel Gefangene der Liebe zu produzieren.

## Synchronisation
Die deutsche Synchronfassung entstand bei der Profilm GmbH Rolf G. Schuenzel, München.
| Figur                       | Darsteller         | Deutscher Sprecher  |
| --------------------------- | ------------------ | ------------------- |
| Max Bialystock              | Zero Mostel        | Benno Hoffmann      |
| Leo Bloom                   | Gene Wilder        | Harald Leipnitz     |
| Franz Liebkind              | Kenneth Mars       | Lukas Ammann        |
| Lorenzo St. DuBois (L.S.D.) | Dick Shawn         | Walter Hoor         |
| „Hold Me, Touch Me!“        | Estelle Winwood    | Toni Treutler       |
| Roger De Bris               | Christopher Hewett | Paul Bürks          |
| Carmen Giha                 | Andreas Voutsinas  | Herbert Weicker     |
| Betrunkener in Bar          | William Hickey     | Tonio von der Meden |
| Juryvorsteher               | Bill Macy          | Tonio von der Meden |
| Joe Goebbels                | David Patch        | Erich Ebert         |
| Hermann Göring              | Barney Martin      | Klaus Havenstein    |

## Rezeption
Neben Sein oder Nichtsein und Der große Diktator gilt Frühling für Hitler heute als einer der gelungensten Versuche, sich in komödiantischer Weise mit dem deutschen Nationalsozialismus auseinanderzusetzen. Anders als der Lubitsch-Film von 1942 und Chaplins Hitlerparodie von 1940 hat Mel Brooks sich dieses Themas jedoch in einer derb-überdrehten Form angenommen. Dass dieser Film in deutschsprachiger Fassung mit Benno Hoffmann als Stimme für Zero Mostel und Harald Leipnitz als Sprecher von Gene Wilder erst im Jahr 1976 – also mit acht Jahren Verspätung – zu sehen war, lag in erster Linie aber nicht daran, dass der recht zotige Humor, der auch für Brooks’ spätere Produktionen typisch ist, nicht mit einem speziellen deutschen Humorverständnis kompatibel gewesen wäre. Wie auch das Beispiel der bis zur Mitte der 1970er Jahre in der Bundesrepublik Deutschland aufgeführten deutschen Fassung von Casablanca zeigt, gab es seinerzeit noch Vorbehalte gegen entsprechende Filmstoffe.

## Kritiken
Prisma Online meinte: „Mit ‚Frühling für Hitler‘ drehte Mel Brooks eine aberwitzige Showbiz-Komödie. Von exzentrischen Produzenten über eitle Darsteller bis hin zu snobistischen Kritikern nimmt der Film sämtliche Berufsgruppen aufs Korn, die mit dem Showgeschäft ihr täglich Brot verdienen. Gene Wilder wurde für seine komödiantische Glanzleistung als neurotischer Buchprüfer mit einer Oscar-Nominierung belohnt. Regisseur und Autor Mel Brooks erhielt den Oscar für das beste Originaldrehbuch. Im Frühjahr 2001 inszenierte Brooks am Broadway eine Bühnenversion des Films – abermals mit durchschlagendem Erfolg bei Kritik und Publikum.“
Das Lexikon des internationalen Films urteilte: „Maßlos überzogene Satire auf das Showbusiness und seine Mechanismen mit zahllosen geschmacklichen Ausrutschern.“
Hans-Christoph Blumenberg schrieb 1976 in Die Zeit: „Angesichts von Zero Mostel und Gene Wilder erscheint etwa Jerry Lewis als völlig ‚normal‘. Frühling für Hitler ist ein einziger grandioser ‚sick joke‘ über die korrupten Verhältnisse im kommerziellen amerikanischen Theater, zugleich auch ein extravagantes Dokument für den verzückten Teutonen-Haß des Filmemachers Mel Brooks.“

## Wirkung
Auf der Grundlage dieses Films entstand im Jahr 2001 das Broadway-Musical The Producers, für das Mel Brooks ebenfalls das Buch geschrieben hat. Dieses Musical hat 2001 insgesamt 12 Tony Awards (sog. Bühnen-Oscar) gewinnen können, womit der bis zu diesem Zeitpunkt bestehende Rekord von Hello, Dolly! aus dem Jahr 1964 übertroffen worden ist.
Dieses Musical bildete die Vorlage für die Neuverfilmung The Producers aus dem Jahr 2005.
Jan Böhmermann und Serdar Somuncu parodierten das Lied Springtime For Hitler in der Episode Kommando Norbert Blüm des Neo Magazin Royale unter dem Namen Frühling Für Frauke. Der Text bezog sich dabei auf die Erfolge der Alternative für Deutschland, deren Vorsitzende Frauke Petry war, bei den Landtagswahlen 2016.

## Auszeichnungen
- 1969: Oscar in der Kategorie Bestes Originaldrehbuch. Außerdem nominiert in der Kategorie Bester Nebendarsteller (Wilder)
- 1969: Nominiert für den Golden Globe Award in den Kategorien Bester Schauspieler – Musical/Komödie (Mostel) und Bestes Drehbuch
- 1969: Auszeichnung der Writers Guild of America in der Kategorie Bestes Originaldrehbuch
- 1996: Aufnahme in das National Film Registry
- 1998: Platz 11 in der Liste der 100 witzigsten amerikanischen Filmkomödien aller Zeiten (American Film Institute)